# Saint-Ouen-sur-Morin
Saint-Ouen-sur-Morin là một xã ở tỉnh Seine-et-Marne, thuộc vùng Île-de-France ở miền bắc nước Pháp.

## Dân số
Người dân ở Saint-Ouen-sur-Morin được gọi là Andonniens.
Điều tra dân số năm 1999, xã này có dân số là 537.